# L'Extrem
El L'Extrem és una muntanya de 763 metres que es troba entre els municipis de Camarasa i de les Avellanes i Santa Linya, a la comarca catalana de la Noguera.